# Trichoderma reesei
Trichoderma reesei är en svampart som beskrevs av E.G. Simmons 1977. Trichoderma reesei ingår i släktet Trichoderma och familjen Hypocreaceae.   Inga underarter finns listade i Catalogue of Life.
Trichoderma reesei har förmågan att utsöndra stora mängder cellulosanedbrytande enzymer såsom cellulaser och hemicellulaser.